# محمد صادق الروحاني
السَّيِّدُ أَبُو جَوَادٍ مُحَمَّدٌ صَادِقُ بْنُ مَحْمُودٍ بْنِ صَادِقٍ بْنِ زَيْنِ الْعَابِدِينَ الحُسَيْنِيُّ الرُّوحَانِيُّ (1926 - 2022). هو مرجع وفقيه شيعي إيراني من مدينة قم، كان من أبرز المراجع الذين شاركوا في محاربة النظام الإيراني في فترة الحكم البهلوي والمساهمة بشكل بارز في الثورة الإسلامية الإيرانية.

## ولادته ونشأته
ولد بمدينة قم في الخامس من شهر محرم 1345 هـ، الموافق للخامس عشر من يوليو 1926م، في وسط عائلة متدينة، وابتدأ بالدراسة الحوزوية في سن مبكرة جداً، ويُنقل أنه تمكن من إنهاء دراسة «المقدمات» وهو في العاشرة من عمره.

## في النجف
هاجر إلى النجف في سنٍ مبكرة وكان يشارك في درس «المكاسب» وهو في الحادية عشرة من عمره، ثم شرع بحضور دروس «البحث الخارج»، فدرس عند العديد من الأساتذة، وكان منهم: محمد كاظم الشيرازي، ومحمد حسين الأصفهاني، ومحمد علي الكاظمي، وأبو الحسن الأصفهاني، وأبو القاسم الخوئي، وقد كانت له علاقة شديدة بأستاذه أبي القاسم الخوئي حيث رافقه ما يقارب خمسة عشرة سنة حاضراً دروسه وأبحاثه.
وفي فترة مكوثه الطويل في النجف كانت بينه وبين نواب صفوي علاقة ومعرفة وكان يحرّضه ويحثه على استمرار نشاطه في مواجهة النظام الإيراني البهلوي.

## عودته إلى قم
بعد سنين طويلة من دراسته في النجف؛ عاد إلى مسقط رأسه في مدينة قم في سنة 1369 هـ، ومارس التدريس، فقد درّس خمس دورات كاملة في علم الأصول في «البحث الخارج» التي كانت تتألف كل واحدة منها من عدّة سنوات من التحقيق العميق والتدريس اليومي، أما بالنسبة لدروس علم الفقه في «البحث الخارج» فإنه لم يُحدد له زماناً لأنّه ومنذ وروده إلى قم وحتى الآن لا يزال مستمراً بتدريسه. وحتى الآن يقوم بالتدريس والتأليف وممارسة أدواره المرجعية.

## مرجعيته
تسلّم المرجعية بعد وفاة أستاذه أبي القاسم الخوئي حيث رجع إليه بعض مقلّدي الخوئي في التقليد، وقد شهد له أستاذه الخوئي بوصوله لمرحلة الاجتهاد وقال الروحاني في استفتاءٍ وُجه إليه: ”لدي شهادة من السيد الخوئي بما هو فوق الاجتهاد في حين ما كان سني 15 سنة“، كما نُشرت شهادات بعض المجتهدين كمحمد علي المدرس الأفغاني وعلي البهشتي له، وقد أقرّا له كذلك بالأعلمية.

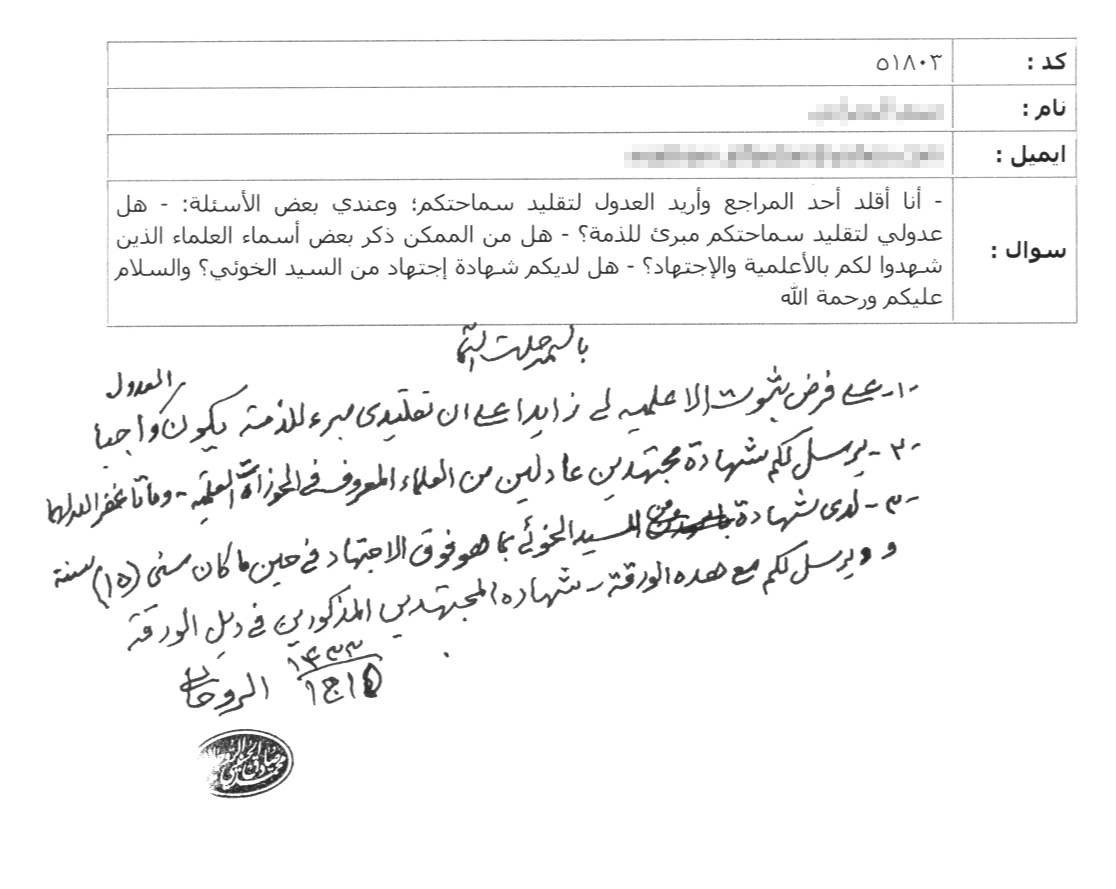
تعليق الروحاني على سؤالٍ وُجه إليه عن شهاداته وأعلميته.
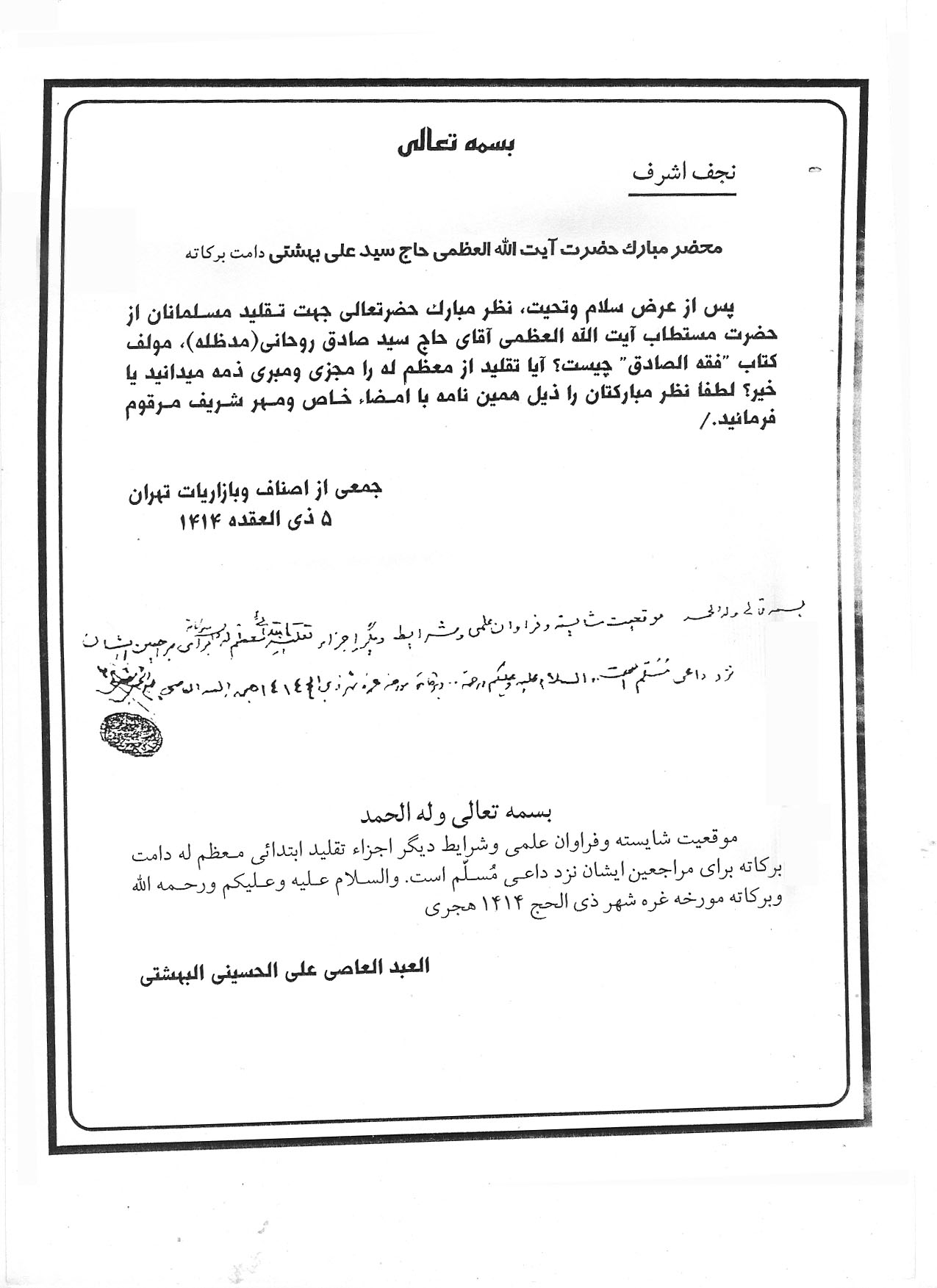
شهادة علي البهشتي مُرفقة بالرسالة.
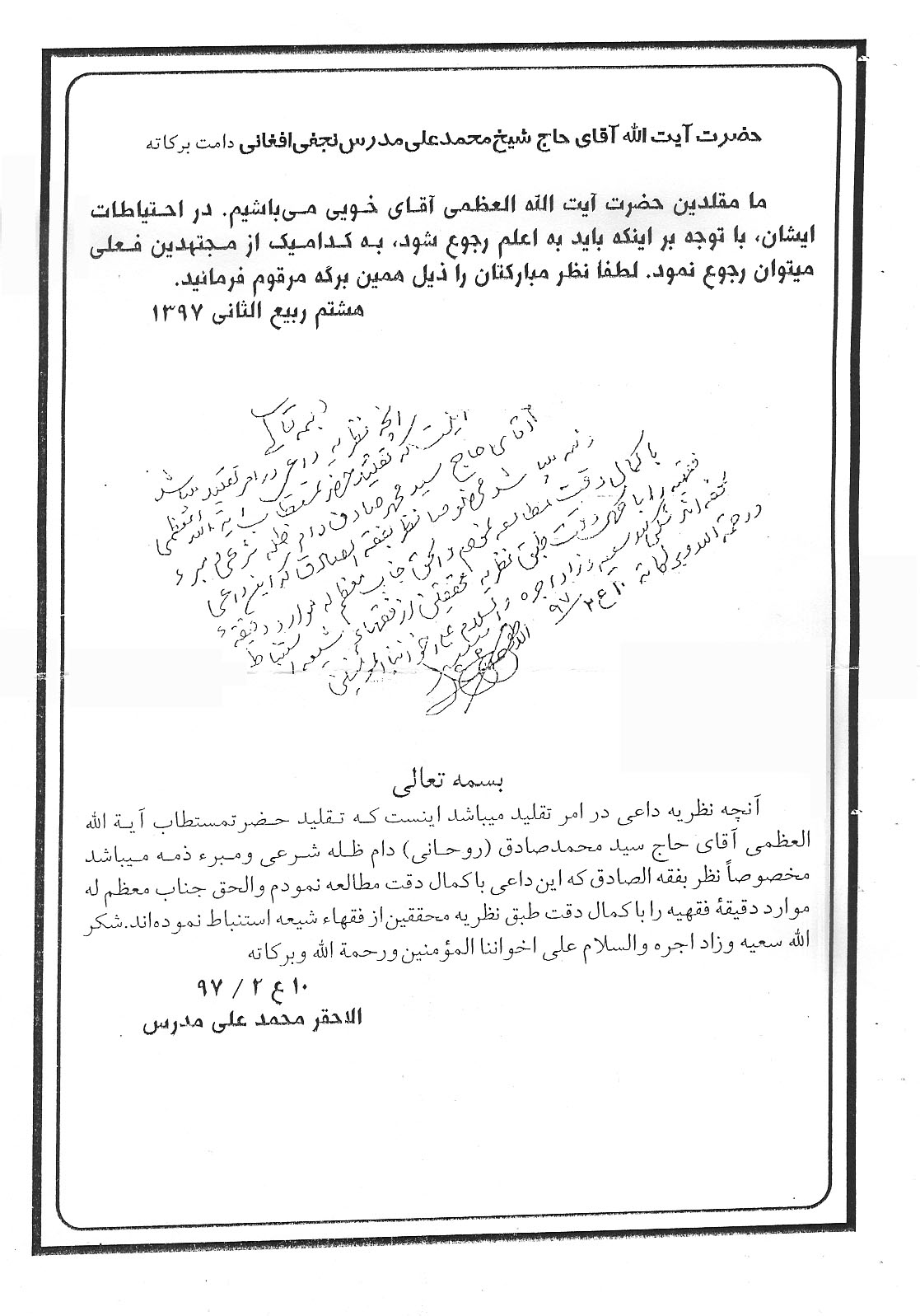
شهادة محمد علي المدرس الأفغاني مُرفقة بالرسالة.

## وفاته
تُوفي مساء يوم الجمعة في مدينة قم، بتاريخ 16 ديسمبر 2022 ميلاديًا، المُوافق 21 جمادى الأولى 1444 هـ هجريًا، عن عمرٍ ناهز 96 عامًا، ويُذكر أن سبب وفاته كانت بسبب مرض عضال ألمَّ به خلال السنوات السابقة التي مرت.
نعاه السيّد علي الخامنئي، المرشد الأعلى للثورة الإسلامية، وقدم التعازي لأهله ومحبيه، كما عزى السيّد علي السيستاني، المرجع الأعلى للشيعة بوفاته. وأعلنت الحوزة العلمية في النجف، تعطيل الدرس لليوم السبت حدادًا عليه.

## مؤلفاته

### المؤلفات العربية
- فقه الصادق: موسوعة فقهية تقع في واحد وأربعون مجلداً.
- زبدة الأصول: يشتمل على دورة في علم الأصول، ويقع في أربعة مجلدات.
- منهاج الفقاهة: شرح وتعليق على كتاب «المكاسب» لمرتضى الأنصاري، ويقع في ستة مجلدات.
- منهاج الصالحين: هو في الأصل الرسالة العملية لمحسن الحكيم، وقد طُبعت أول مرة في النجف عام 1365 هـ، ونالت هذه الرسالة استحسان العديد من علماء الشيعة؛ وأول من اعتمدها بعد الحكيم هو أبو القاسم الخوئي - أستاذ الروحاني - فزاد فيها بعض الفروع وأعاد ترتيب بعض المسائل وأدرج عليها تعليقة، ثم دمجها في الأصل فخرجت مطابقة لفتاواه،[8] وقد حذا حذو الخوئي من بعده عدد كبير من تلامذته الكبار الذين تصدوا للمرجعية؛ وكان من بينهم الروحاني فاعتمد هذه الرسالة مغيراً فيها مواضع الخلاف بما يتطابق مع رأيه.[9]
- مناسك الحج.
- الاجتهاد والتقليد.
- القواعد الثلاثة.
- رسالة في فروع العلم الإجمالي.
- المسائل المستحدثة.
- تعليق على وسيلة النجاة: تعليقٌ على كتاب «وسيلة النجاة»، وهو الرسالة العملية لأبي الحسن الأصفهاني.
- تعليق على العروة الوثقى: تعليقٌ على كتاب «العروة الوثقى» لمحمد كاظم الطباطبائي اليزدي.
- تعليق على منهاج الصالحين: تعليقٌ على كتاب «منهاج الصالحين»، وهو الرسالة العملية لأبي القاسم الخوئي.
- ملخص المسائل المستحدثة.
- منتخب توضيح المسائل.
- منتخب الأحكام
- رسالة في اللباس المشكوك.
- رسالة في القرعة.
- رسالة في قاعدة لا ضرر.
- الحكومة الإسلامية.[10]

### المؤلفات الفارسية
- توضيح المسائل.
- مختصر الأحكام.
- تحقيق در مسأله جبر واختيار.